# Asamblea No a la mina
La Asamblea No a la Mina es un movimiento vecinal, con origen en Esquel, en 2002. A través de los años, su forma de organización social horizontal, autoconvocada y asamblearia se fue consolidando y su resistencia contra la actividad megaminera creció, expandiéndose a toda la provincia de Chubut, desde las localidades cercanas a la  Cordillera de los Andes, atravesando la meseta de la provincia y en las localidades de la costa de la Patagonia Argentina.
Su principal reivindicación, aunque no la única, es la oposición a la minería de gran escala (llamada megaminería en Argentina) por los impactos que tiene sobre el modo tradicional de vida, el entramado social, las instituciones y el ambiente. El movimiento comenzó en la localidad de Esquel, provincia del Chubut, en oposición al proyecto de extracción de oro con cianuro (compuesto químico, que por la escala, resulta altamente tóxico) en las cercanías de la ciudad y sobre un importante curso de agua. Su éxito hizo que su influencia se extendiera a otras regiones y luchas socioambientales de Argentina. La Asamblea forma parte de la Unión de Asambleas de Comunidades de Chubut (UACCh).

## Historia

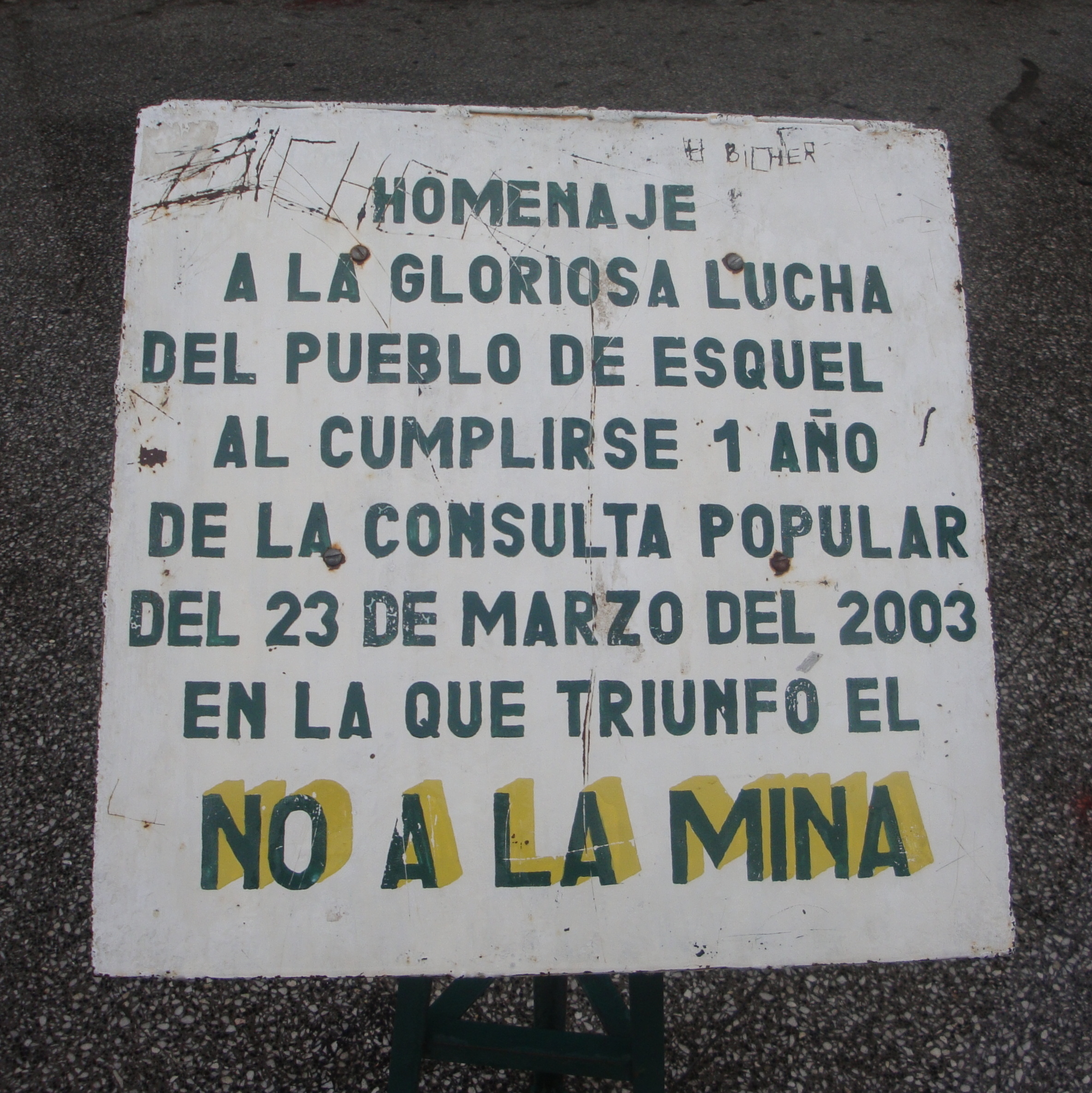
Placa recordatoria al plebiscito celebrado en 2003

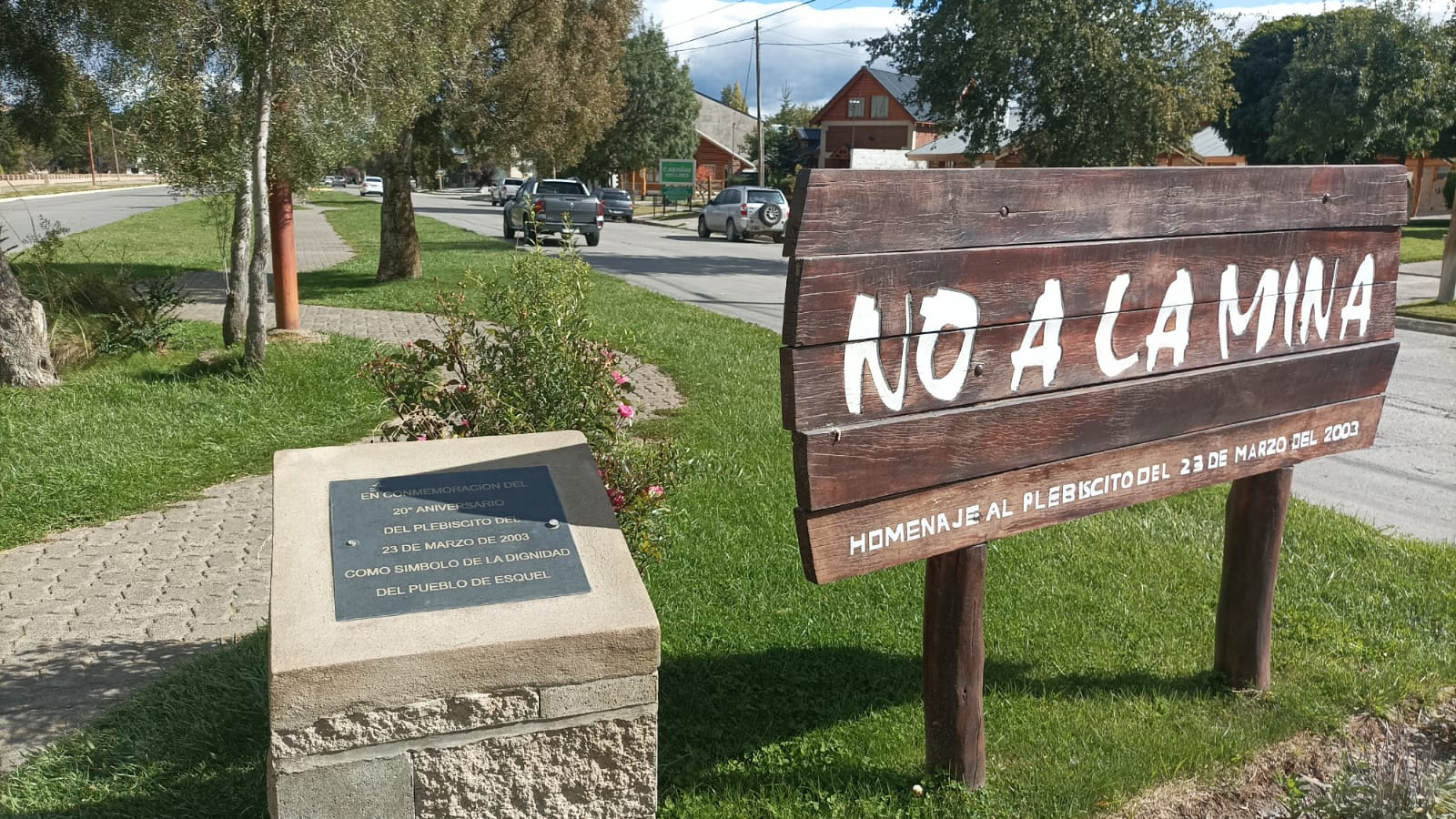
Cartel de No a la Mina en la Plazoleta Plebiscito 23 de marzo en la Ciudad de Esquel

Durante el 2002, un grupo de vecinos toma conocimiento del desembarco en la ciudad, de un proyecto de explotación de oro con cianuro a cargo de la empresa minera El Desquite en las cercanías de la ciudad de Esquel y del Parque Nacional Los Alerces. Estos vecinos —entre los que se contaban numerosos profesionales, docentes y estudiantes de la sede local de la Universidad Nacional de la Patagonia San Juan Bosco, amas de casa, desocupados, etc.— se organizaban en asambleas multitudinarias para compartir información sobre ese proyecto y sus implicancias (por esos años no existían las redes sociales, apenas había comenzado el mail a circular como herramienta de comunicación). Cuando la Asamblea había recabado la suficiente información y antecedentes de la actividad, incluso en proyectos en el país, constituyó su posicionamiento en contra de la actividad minera, y por ende, en Asamblea No a la Mina. Así comenzó la Asamblea a difundir su mensaje al resto de la comunidad mediante manifestaciones públicas como marchas, reparto de folletería elaborada por los propios vecinos, blogs, cadenas de correos electrónicos, mensajes radiales, etc. Luego de variadas e intensas actividades y marchas, se logró que el Honorable Concejo Deliberante de Esquel convocara a un plebiscito para el 23 de marzo de 2003, mediante el cual la población opinaría sobre la aceptación o el rechazo del Proyecto Minero en Esquel, aunque el mismo fue de carácter no vinculante. El resultado obtenido fue: el 81,4% de los votantes se pronunció en contra de la megaminería y el uso de cianuro. El Honorable Concejo Deliberante de Esquel, debió entonces sancionar la Ordenanza N°33/2003, que declaró a Esquel municipio no tóxico y ambientalmente sustentable.
El movimiento logró expresar el sentir de la mayoría de los vecinos, muchos de ellos migrantes de grandes ciudades de Argentina, sobre un estilo de vida más respetuoso de la naturaleza, deseo común con las comunidades indígenas que habitan la región. Este sentir —compartido por muchas otras pequeñas y medianas comunidades del interior de ese país, véase el sito de la UAC— frecuentemente se expresa, más que en propuestas específicas, en la oposición genérica a emprendimientos que amenazan con modificar drásticamente su forma tradicional de vida. Son ejemplos notorios de estas actividades, por haber tenido gran divulgación nacional, el uso intensivo y contaminante de valiosas y escasas fuentes de agua (caso de la explotación de Bajo de la Alumbrera, en la provincia de Catamarca), destrucción de glaciares o zonas peri glaciales (caso de Pascua Lama, en San Juan) y la amenaza del traslado forzado de pueblos enteros (caso de Andalgalá, también en Catamarca).

## Influencia
Trabajos de investigación hechos en diversas universidades argentinas muestran que el movimiento vecinal de Esquel fue el precursor de muchos otros que luego se agruparon en la Unión de Asambleas Ciudadanas (UAC). Las actividades de estos grupos son frecuentemente ignoradas por los grandes medios de prensa escrita y televisada argentinos y por muchos de los locales, especialmente los oficialistas. Las empresas cuyas actividades combaten tienen presupuestos varias veces superiores a los de las provincias que les dan las concesiones y deben controlar sus actividades.
Estos movimientos vecinales —uno de cuyos principales antecedentes son las asambleas callejeras que precedieron a la renuncia del presidente Fernando de la Rúa— tienen características muy peculiares y poco estudiadas: su organización es usualmente laxa, sin cargos fijos ni división de funciones; toman sus decisiones en asambleas populares convocadas en las calles y plazas de sus ciudades; desconfían de los políticos. Las mujeres tuvieron un papel protagónico, tanto en el movimiento original de Esquel, como en los que surgieron en comunidades afectadas por la minería de las provincias de Catamarca, Jujuy, San Juan, Santiago del Estero, Tucumán, Chubut y Río Negro. 

## Galería de imágenes
| |
| Planilla de escrutinio definitivo Consulta Popular emprendimiento Minero Cordón Esquel Galería de imágenes |

|                             |
| Esquel en Jáchal marzo 2024 |